# Maputaland-Pondoland-Albany

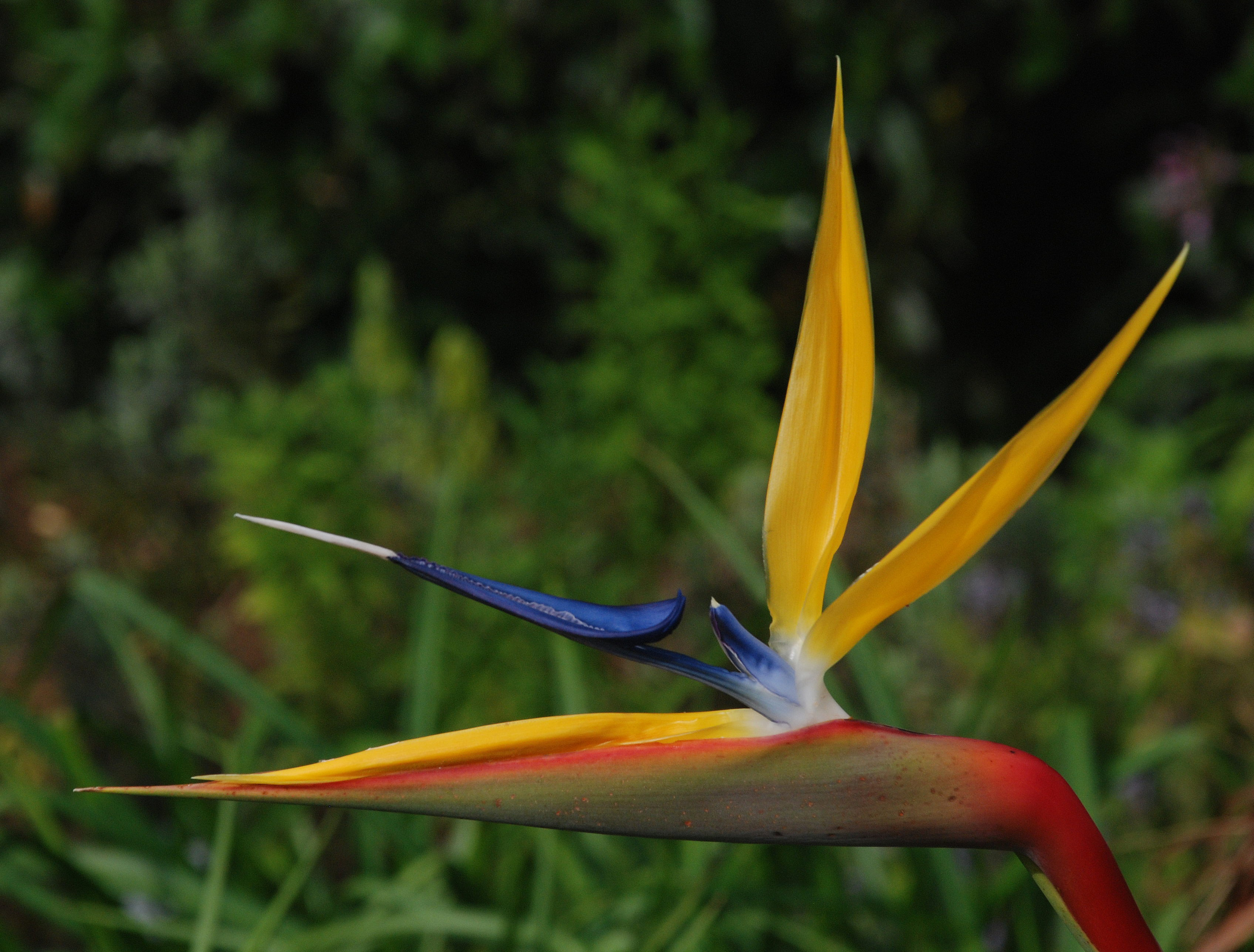
Paradiesvogelblume (Strelitzia reginae)

Maputaland-Pondoland-Albany ist eine biogeographische Zone Südostafrikas über dem Great Escarpment. Das Gebiet erstreckt sich vom Albany Centre of Plant Endemism (wörtlich: „Zentrum des Pflanzen-Endemismus Albany“) im Osten der Kapprovinz in Südafrika durchs Pondoland Centre of Plant Endemism und die Provinz KwaZulu-Natal, die Ostseite von Eswatini und in den Süden Mosambiks und nach Mpumalanga. Das Maputaland Centre of Plant Endemism wird im Norden begrenzt durch KwaZulu-Natal und im Süden von Mosambik.

Maputaland-Pondoland-Albany beherbergt weite Flächen an gemäßigten Wäldern, in denen annähernd 600 verschiedene Baumarten vorkommen. Damit ist die Region einmalig, da nirgends anders auf der Welt so viele verschiedene Baumarten gebündelt sind. Die bekannten Paradiesvogelblumen in dem Gebiet sind typische Beispiele für den Pflanzendemismus der Region.
Es ist einer der afrikanischen Biodiversitäts-Hotspots.